# Gaboni labdarúgó-szövetség
A gaboni labdarúgó-szövetség (franciául: Fédération Gabonaise de Football, rövidítve FEGAFOOT) Gabon nemzeti labdarúgó-szövetsége. A szövetség szervezi a Gaboni labdarúgó-bajnokságot. Működteti a férfi valamint a női labdarúgó-válogatottat.